# (1071) Brita
Ne doit pas être confondu avec (1219) Britta.
(1071) Brita est un astéroïde évoluant dans la ceinture principale, découvert le 3 mars 1924 par l'astronome russe Vladimir Aleksandrovich Albitzky depuis l'observatoire de Simeïz.
Il est nommé en référence à la Grande-Bretagne, pays où le télescope de 1 mètre de l'observatoire de Simeïz fut construit.

## Compléments